# Arnulf Wenning
Arnulf Wenning (* 1957 in Stendal) ist ein deutscher Popsänger.

## Leben
Wenning lernte als 17-Jähriger autodidaktisch Querflöte und sang im Studiochor Magdeburg. 1977 bis 1980 war er Gründungsmitglied der Magdeburger Band Gatalula (kurz für „Ganztageslustlatte“). 1979 bis 1983 studierte er an der Hochschule für Musik Franz Liszt in Weimar Gesang und Querflöte. Wenning wurde 1981 als Sänger der Ulk-Band Reggae Play bekannt. 1984 verließ er Reggae Play, um eine Solokarriere zu beginnen. Er bildete kurzzeitig mit Sängerin Tina das Duo Traumboot. 1986 erreichte er mit dem Disko-Titel Eisdame einen zweiten Platz beim Interpretenwettbewerb im ungarischen Siófok und den ersten Platz beim Nachwuchsfestival Goldener Rathausmann in Dresden. Sein Titel Rot so rot war in mehreren osteuropäischen Ländern ein großer Erfolg. 1987 erschien beim DDR-Plattenlabel Amiga eine Langspielplatte mit dem Titel Arnulf Wenning. Im selben Jahr erhielt er für Rot so rot eine Goldene Schallplatte. Mit Ines Paulke sang er das Duett Du könntest es sein. 1987 gewann der Kurzfilm Der erneute Versuch der Menschwerdung die Silbermedaille beim UNICA-Filmfestival in Wien mit Wenning als einzigem Schauspieler. Er ist dort nackt am Ostseestrand zu sehen. 1988 gewann er den Hauptpreis Grand Prix beim Internationalen Schlagerfestival Dresden.
Nach der Wende gründete Wenning die „Schlager-Beat-Kapelle“ Arni & die Schlagersterne, die bis 1992 existierte. Von 1993 bis 1996 arbeitete er als Heißluftballonpilot. 1994 erschien die Maxi-CD Nur bei dir. 1996 begann er, als freischaffender Fotograf zu arbeiten, unter anderem als Werbefotograf. Von 1996 bis 1999 trat er mit German Dance House featuring Arnulf Wenning auf. Seit 2004 ist er Mitglied der Romantiker, die Swing spielt. Seit 2005 bzw. 2006 tritt er alternierend mit der Leipzig Big Band bzw. der Arnulf Wenning Band auf. Seit 2007 ist er auch unter dem Namen Capitano Arnulfo bekannt und begann die Zusammenarbeit mit dem Akkordeonspieler Martin Müller, woraus zunächst das Projekt Die große Freiheit entstand. Im selben Jahr erschien sein Amiga-Album zusammen mit drei neueren Stücken als CD. Seit 2009 tritt er auch mit Lutz Winkler (ehemals Reggae Play) und weiteren Musikern als Reggae Play bzw. Margots Albtraum auf – in dieser Formation werden Stücke von Reggae Play gespielt, die von Kurzfilmen (von Helmut Pöschel, Amateurfilmstudio Würchwitz) aus der DDR-Zeit ergänzt werden, unter anderem Der erneute Versuch der Menschwerdung. Seit 2010 gibt diese Band auch Konzerte als Liederpiraten, wobei 2011 Max Nehrig zeitweise an die Stelle von Lutz Winkler trat.
Seit 2019 bestehen „Arnulf Wenning und die Liederpiraten“ mit den Musikern:
- Martin Müller – Akkordeon
- Bernd Wüsthoff – Schlagzeug/Perkussion
- Arnulf Wenning – Gesang/Querflöte

Arnulf Wenning besitzt ein eigenes Segelschiff und bietet Segeltouren an.

## Diskografie
- 1986: Eisdame (EP, Amiga)
- 1987: Arnulf Wenning (LP, Amiga)
- 1994: Nur bei dir / Keiner liebt mich (Maxi-CD, EV)